# Síndrome de Marfan
El síndrome de Marfan es una enfermedad rara del tejido conectivo, que afecta a distintas estructuras, incluyendo esqueleto, pulmones, ojos, corazón y vasos sanguíneos.
Se caracteriza por un aumento inusual de la longitud de los miembros y anormalidades de los vasos sanguíneos y corazón. Se cree que afecta a una de cada 5000 personas.  A diferencia de otros problemas genéticos, no afecta negativamente la inteligencia.
| El síndrome de Marfan es una enfermedad sistémica del tejido conectivo caracterizada por una combinación variable de manifestaciones cardiovasculares, musculoesqueléticas, oftálmicas y pulmonares. |

## Historia
Este síndrome lleva el nombre de su descubridor, Antoine Marfan, quien en 1896 apreció en una niña de 5 años cuyos dedos, brazos y piernas eran extraordinariamente largos y delgados, y que también presentaba otras alteraciones en su esqueleto.
En 1896, Marfan presentó el caso de una niña de 5 años, Gabrielle P., a la Société Médicale des Hôpitaux de París. Marfan llamó la atención en los miembros desproporcionadamente largos unidos a delgadez ósea. La madre de la niña había notado las anormalidades de su hija al nacer. Los dedos de pies y manos eran excepcionalmente largos y delgados. Marfan usó el término "dedos de araña" (aracnodactilia) y de dolicostenomelia (miembros largos) para referirse a la enfermedad. La niña empeoró de sus alteraciones óseas y hoy se cree que murió de tuberculosis.

## Patogenia
Se trata de una enfermedad hereditaria autosómica dominante, esto significa que dicha enfermedad tiene la misma probabilidad de aparecer en un sexo que en otro y ser éstos capaces de transmitirlo a la descendencia. Siempre que haya un individuo afectado, significará que ha recibido al menos un alelo dominante de uno de sus padres. Puede ocurrir también que, a pesar de que los padres no sean portadores, el nuevo individuo sí padezca la enfermedad, debido a una nueva mutación o por un fenómeno de penetrancia reducida.
El síndrome Marfan se asocia al gen FBN1 del cromosoma 15q21.1. El FBN1 codifica una proteína llamada fibrilina, que es esencial para la formación de fibras elásticas del tejido conectivo. Además, las microfibrillas poseen un almacén de factores de crecimiento que son liberados en momentos específicos con el fin de controlar el crecimiento y reparar los tejidos y órganos del cuerpo. Una mutación en el gen FBN1 puede reducir la cantidad de funciones de la proteína fibrilina. Como consecuencia de estas mutaciones la elasticidad en algunos tejidos se reduce provocando un enorme crecimiento e inestabilidad en los tejidos.
Esta enfermedad es causada por un defecto (mutación) en el gen que determina la estructura de la fibrilina, ésta es la responsable del ensamblaje de las redes de microfibrillas que, junto con la elastina, forman parte de la matriz extracelular de los tejidos, es una proteína que constituye una parte importante del tejido conectivo. Una alteración en esta proteína provocará una destrucción del ensamblaje de las microfibrillas normales y la producción de fibras elásticas anormales. Se piensa que la fibrilina normal actuaría inhibiendo la formación de huesos largos y que las fibras elásticas serían las responsables, mediante su tensión, de controlar dicho crecimiento, por tanto, al existir alteraciones en estas estructuras, se produciría un aumento exagerado de los huesos.
Se nace con el síndrome de Marfan, aunque puede ser que no se diagnostique hasta más tarde. Aun cuando todas las personas con el síndrome de Marfan tienen un defecto en el mismo gen, la mutación es diferente en cada familia; no todas las personas experimentan las mismas manifestaciones clínicas o con la misma severidad. Esto se conoce como expresión variable, lo que implica que el gen defectuoso se manifiesta de manera diferente en las personas afectadas. Los científicos aún no logran entender por qué ocurre esta expresión variable en las personas con Marfan.
Esta variabilidad es llamada "heterogeneidad alélica", y es la responsable de que un mismo gen produzca diferentes mutaciones, y por tanto, variaciones en las manifestaciones clínicas, o incluso dan lugar a cuadros clínicos diferentes.

## Herencia
El gen defectuoso puede ser heredado; los hijos de una persona que tiene el síndrome de Marfan tienen un 50 % de probabilidades de heredar la enfermedad. En ocasiones, se produce un nuevo gen defectuoso durante la formación del espermatozoide u óvulo (mutación), pero dos padres que no están afectados tienen una probabilidad de uno entre 10 000 de tener un niño o niña con síndrome de Marfan. Se estima que el 25 % de los casos de Marfan se deben a una mutación espontánea al momento de la concepción.
El Instituto Bernabéu en España logró en febrero de 2006 el primer nacimiento mundial de un niño libre de padecer síndrome de Marfan aplicando MDA (Multiple Displacement Amplification). El desarrollo y puesta en marcha de esta técnica permite solventar una de las principales limitaciones que se plantean en el DGP (diagnóstico genético preimplantacional) de enfermedades monogénicas como es la cantidad de ADN disponible para realizar el diagnóstico.

## Cuadro clínico

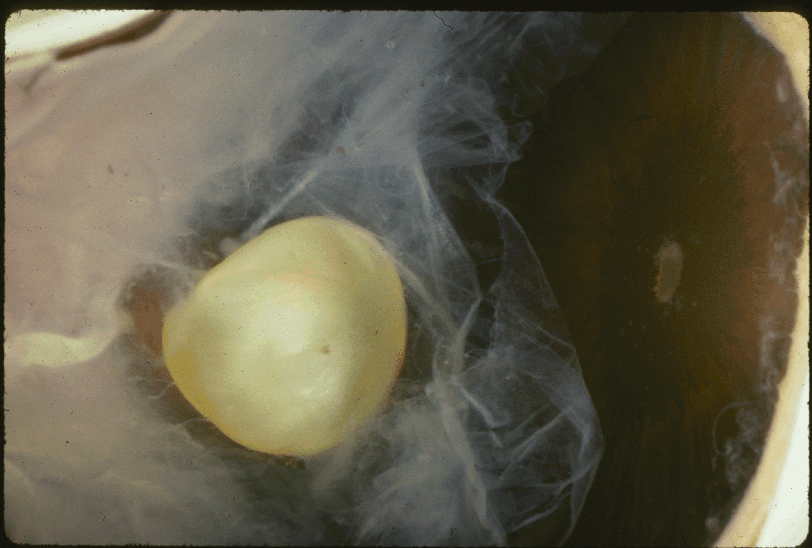
Desprendimiento del cristalino en el síndrome de Marfan

El diagnóstico se basa principalmente en los rasgos físicos. Existen 3 formas: Marfan neonatal, Marfan infantil y Marfan clásico.
- Marfan neonatal: En la ecocardiografía prenatal se ha detectado cardiomegalia con insuficiencia tricuspídea severa. Cuando se produce el nacimiento se aprecian alteraciones esqueléticas, de piel y cardiovasculares. La muerte ocurre en horas o días a causa de insuficiencia cardíaca.
- Marfan infantil: Lesiones cardiovasculares, predominando la dilatación aórtica. Se evidenció, además, que al completarse la maduración y el fenotipo esquelético, la mayor parte de los pacientes tenían compromiso cardiovascular. Como manifestaciones se aprecian retardo de la marcha y trastornos del aprendizaje.
- Marfan clásico: es la forma más frecuente y se presenta en niños, adolescentes y adultos. El crecimiento esquelético sufre un crecimiento progresivo con la edad y parece estancarse al llegar a la adolescencia. Destaca el tamaño descontrolado de los huesos, aracnodactilia, escoliosis, hipermovilidad articular, paladar ojival, lesiones cardiovasculares con dilatación aórtica, lesiones oculares (desprendimiento de retina, desplazamiento del cristalino, cataratas).

## Síntomas

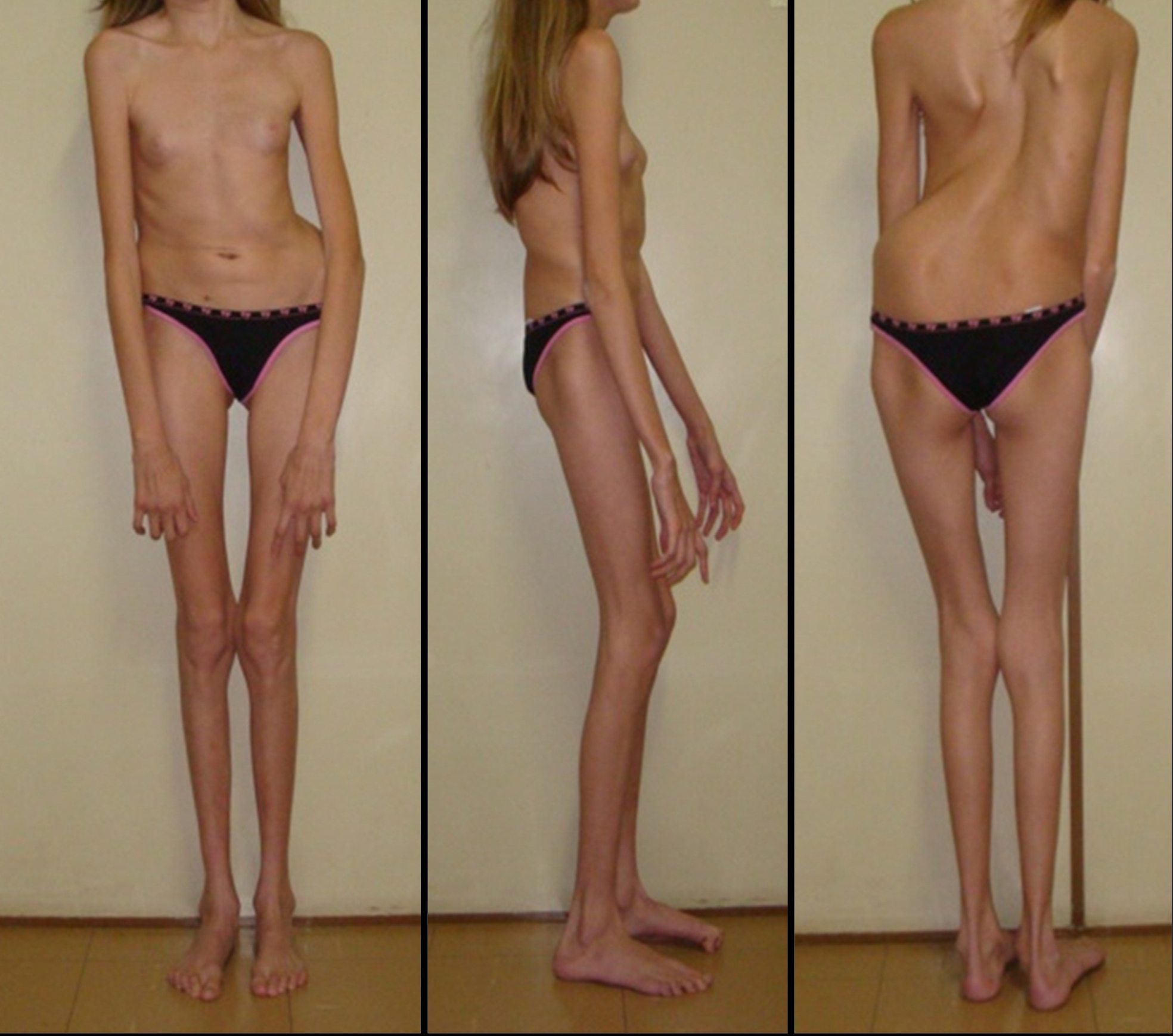
Paciente con sídrome de Marfan

Estructura corporal alta y delgada; extremidades largas y delgadas; dedos largos , como de pianista; tórax en embudo o tórax en quilla; escoliosis (curvatura en la columna vertebral); defectos de la vista; pie plano; cara estrecha y delgada; micrognatia (mandíbula pequeña); coloboma del iris; hipotonía.

## Signos
Articulaciones flexibles;  miopía (mala visión de lejos); dislocación del cristalino (ectopia lentis); córnea deformada (plana); desprendimiento de retina; dilatación de la raíz aórtica; regurgitación aórtica; aneurisma aórtico disecante; prolapso de la válvula mitral; otros aneurismas aórticos (torácico o abdominal); neumotórax (pulmón colapsado).

## Diagnóstico
- Evaluación cardiovascular que incluya imágenes diagnósticas que permitan evaluar diámetro de aorta torácica y funcionamiento de válvulas cardíacas, muy especialmente mitral y aórtica.
- Evaluación oftalmológica en la que se descarte miopía, alteraciones de la córnea y dislocación del cristalino.
- Evaluación genética: Prueba para las mutaciones de la fibrilina-1.

## Famosos con síndrome de Marfan
Aunque no es posible hacer un diagnóstico certero, por los síntomas y las descripciones de la época se cree que sufrieron este síndrome o, al menos, presentaban molestias y morfologías marfánicas, personajes tan destacados como Sancho VI de Navarra (reinó en Navarra de 1150 a 1194), María I de Escocia (reina durante el siglo XVI), Charles Maurice de Talleyrand (político francés del siglo XVIII y XIX), Serguéi Rajmáninov (compositor y pianista ruso), Niccolò Paganini (violinista y compositor italiano, de quien se dice que debido a su supuesta enfermedad le medían las manos abiertas 45 cm cada una). Se ha sugerido que el faraón egipcio Akenatón pudo sufrir esta patología, pues se atribuye erróneamente rasgos propios de Marfan a través de sus representaciones artísticas. Igualmente se cree que el líder terrorista de Al Qaeda Osama bin Laden también lo sufrió, y de Abraham Lincoln se piensa que su enfermedad realmente pudiera ser neoplasia endocrina múltiple 2B. También se cree que Joey Ramone (cantante estadounidense del grupo Ramones) pudo sufrirlo.
Personas que sí han sido diagnosticadas con este síndrome y que ya han fallecido han sido Jonathan Larson (autor teatral estadounidense), Vincent Schiavelli (actor ítalo-estadounidense), John Tavener (compositor inglés), Flo Hyman (jugadora de voleibol), Ronalda Pierce (jugadora de baloncesto), Jabe Babe (enferma de la que se grabó un documental sobre su vida y su enfermedad, "Jabe Babe - A Heightened Life"), Peter Mayhew (actor británico conocido por interpretar a Chewbacca en Star Wars).
En la actualidad sufren esta enfermedad Isaiah Austin (jugador de baloncesto universitario estadounidense de la NCAA que tuvo que abandonar su carrera en la NBA, pero juega actualmente en China), Javier Botet (actor español), Carca (músico argentino), Austin Carlile (cantante y músico estadounidense del grupo Of Mice & Men) y Bradford Cox (cantante estadounidense del grupo  Deerhunter). Por el contrario, el nadador estadounidense Michael Phelps ha negado en varias ocasiones sufrir este padecimiento.